# Chauzon
Chauzon é uma comuna francesa na região administrativa de Auvérnia-Ródano-Alpes, no departamento de Ardèche. Estende-se por uma área de 10,68 km². Em 2010 a comuna tinha 413 habitantes (densidade: 38,7 hab./km²).